# Manuel Tuzi
Manuel Tuzi (Roma, 27 dicembre 1987) è un politico italiano.

## Biografia
Dopo la maturità scientifica si laurea in Medicina e Chirurgia all'Università degli Studi di Roma - La Sapienza, specializzandosi poi nel 2019 in Medicina dello Sport e dell'esercizio fisico. È medico sportivo di professione.
Iscritto al Movimento 5 Stelle, dopo una prima esperienza (2016-2017) da assistente dell'europarlamentare Piernicola Pedicini viene eletto alla Camera dei Deputati alle elezioni politiche del 2018 nel collegio plurinominale Lazio 1 - 02. È membro dal 2018 della VII Commissione cultura, scienze e istruzione, all'interno della quale è stato capogruppo del Movimento 5 Stelle, nonché Vicepresidente del Comitato parlamentare di controllo sull’attuazione dell’accordo di Schengen, di vigilanza sull’attività di Europol, di controllo e vigilanza in materia di immigrazione.
Alle elezioni politiche del 2022 è ricandidato alla Camera per il Movimento 5 Stelle nel collegio uninominale Lazio 1 - 02 (Roma: Municipio III), dove ottiene il 15,21% ed è sopravanzato da Simonetta Matone del centrodestra (35,89%) e da Enzo Foschi del centrosinistra (33,69%), e in terza posizione nel collegio plurinominale Lazio 1 - 01, non venendo rieletto.